# Leichtathletik-Europameisterschaften 2012/200 m der Frauen

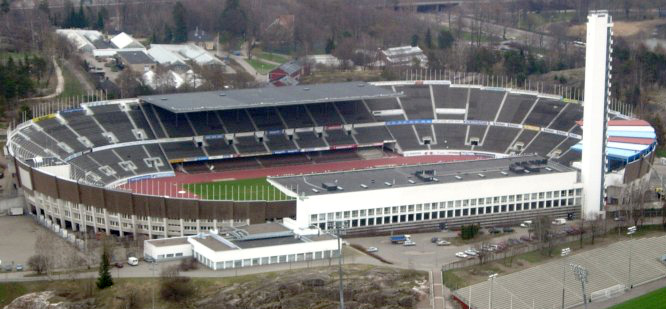
Das Olympiastadion Olympiastadion Helsinki im Jahr 2005

Der 200-Meter-Lauf der Frauen bei den Leichtathletik-Europameisterschaften 2012 wurde am 29. und 30. Juni 2012 im Olympiastadion der finnischen Hauptstadt Helsinki ausgetragen.
In diesem Wettbewerb errangen die ukrainischen Sprinterinnen einen Doppelsieg. Europameisterin wurde Marija Rjemjen. Sie gewann vor Chrystyna Stuj. Bronze ging an die französische Titelverteidigerin und EM-Dritte von 2010 über 100 Meter Myriam Soumaré.

## Bestehende Rekorde
| Weltrekord           | 21,34 s | Florence Griffith-Joyner | OS Seoul, Südkorea                                        | 29. September 1988 |
| Europarekord         | 21,71 s | Marita Koch              | Karl-Marx-Stadt (heute Chemnitz), DDR (heute Deutschland) | 10. Juni 1979      |
| Europarekord         | 21,71 s | Marita Koch              | Potsdam, DDR (heute Deutschland)                          | 21. Juli 1984      |
| Europarekord         | 21,71 s | Heike Drechsler          | Jena, DDR (heute Deutschland)                             | 29. Juni 1986      |
| Europarekord         | 21,71 s | Heike Drechsler          | EM Stuttgart, BR Deutschland                              | 9. August 1986     |
| Meisterschaftsrekord | 21,71 s | Heike Drechsler          | EM Stuttgart, BR Deutschland                              | 9. August 1986     |

Der bereits seit 1986 bestehende EM-Rekord hatte auch nach diesen Europameisterschaften weiter Bestand. Die schnellste Zeit erzielte die im Finale fünftplatzierte Niederländerin Dafne Schippers im ersten Halbfinale mit 22,70 s bei Windstille, womit sie 99 Hundertstelsekunden über dem Rekord, gleichzeitig Europarekord, blieb. Zum Weltrekord fehlten ihr 1,36 s.

## Legende
Kurze Übersicht zur Bedeutung der Symbolik – so üblicherweise auch in sonstigen Veröffentlichungen verwendet:
| NU23R | Nationaler U23-Rekord          |
| e     | egalisiert                     |
| DSQ   | disqualifiziert                |
| DNS   | nicht am Start (did not start) |
| IWR   | Internationale Wettkampfregeln |
| TR    | Technische Regeln              |

## Vorrunde
Die Vorrunde wurde in fünf Läufen durchgeführt. Die ersten vier Athletinnen pro Lauf – hellblau unterlegt – sowie die darüber hinaus vier zeitschnellsten Läuferinnen – hellgrün unterlegt – qualifizierten sich für das Halbfinale. Insgesamt schieden nur sechs der dreißig Teilnehmerinnen aus. Faktisch kam es dazu, dass in den ersten vier der fünf Vorläufe jeweils eine Sprinterin die nächste Runde nicht erreichte. Im letzten Vorlauf scheiterten zwei Sportlerinnen.

### Vorlauf 1
29. Juni 2012, 13:35 Uhr
Wind: −0,6 m/s
| Platz | Name              | Nation       | Zeit (s) |
| ----- | ----------------- | ------------ | -------- |
| 1     | Myriam Soumaré    | Frankreich   | 23,10    |
| 2     | Jamile Samuel     | Niederlande  | 23,35    |
| 3     | Maria Belimbasaki | Griechenland | 23,55    |
| 4     | Marika Popowicz   | Polen        | 23,64    |
| 5     | Éva Kaptur        | Ungarn       | 23,95    |
| 6     | Anna Hämäläinen   | Finnland     | 24,14    |

### Vorlauf 2

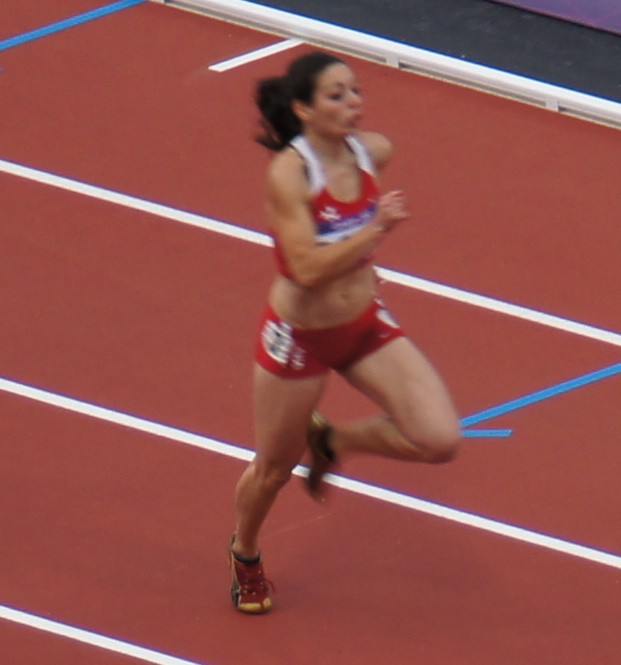
Die im zweiten Vorlauf sechstplatzierte Diane Borg schied aus

29. Juni 2012, 13:43 Uhr
Wind: ±0,0 m/s
| Platz | Name                    | Nation     | Zeit (s)    |
| ----- | ----------------------- | ---------- | ----------- |
| 1     | Wiktorija Pjatatschenko | Ukraine    | 22,96       |
| 2     | Léa Sprunger            | Schweiz    | 23,08 NU23R |
| 3     | Lina Jacques-Sébastien  | Frankreich | 23,09       |
| 4     | Jekaterina Woronenkowa  | Russland   | 23,37       |
| 5     | Kateřina Čechová        | Tschechien | 23,78       |
| 6     | Diane Borg              | Malta      | 24,68       |

### Vorlauf 3
29. Juni 2012, 13:51 Uhr
Wind: +0,6 m/s
| Platz | Name              | Nation      | Zeit (s) |
| ----- | ----------------- | ----------- | -------- |
| 1     | Dafne Schippers   | Niederlande | 23,11    |
| 2     | Chrystyna Stuj    | Ukraine     | 23,30    |
| 3     | Andreea Ogrăzeanu | Rumänien    | 23,54    |
| 4     | Olivia Borlée     | Belgien     | 23,77    |
| 5     | Kristina Žumer    | Slowenien   | 23,95    |
| 6     | Sónia Tavares     | Portugal    | 24,00    |

### Vorlauf 4
29. Juni 2012, 13:59 Uhr
Wind: +0,7 m/s
| Platz | Name           | Nation     | Zeit (s)     |
| ----- | -------------- | ---------- | ------------ |
| 1     | Marija Rjemjen | Ukraine    | 22,77        |
| 2     | Gloria Hooper  | Italien    | 22,95        |
| 3     | Hanne Claes    | Belgien    | 23,26        |
| 4     | Johanna Danois | Frankreich | 23,42        |
| 5     | Nimet Karakuş  | Türkei     | 23,50 NU23Re |
| 6     | Amy Foster     | Irland     | 24,04        |

### Vorlauf 5
29. Juni 2012, 14:07 Uhr
Wind: −0,6 m/s
| Platz | Name              | Nation         | Zeit (s) |
| ----- | ----------------- | -------------- | -------- |
| 1     | Abiodun Oyepitan  | Großbritannien | 23,05    |
| 2     | Eleni Artymata    | Zypern         | 23,35    |
| 3     | Iwet Lalowa       | Bulgarien      | 23,58    |
| 4     | Inna Weit         | Deutschland    | 23,89    |
| 5     | Jacqueline Gasser | Schweiz        | 24,18    |
| 6     | Sònia Villacampa  | Andorra        | 27,90    |

## Halbfinale
Aus den drei Halbfinalläufen qualifizierten sich die jeweils ersten beiden Athletinnen – hellblau unterlegt – sowie die darüber hinaus zwei zeitschnellsten Läuferinnen – hellgrün unterlegt – für das Finale.

### Lauf 1

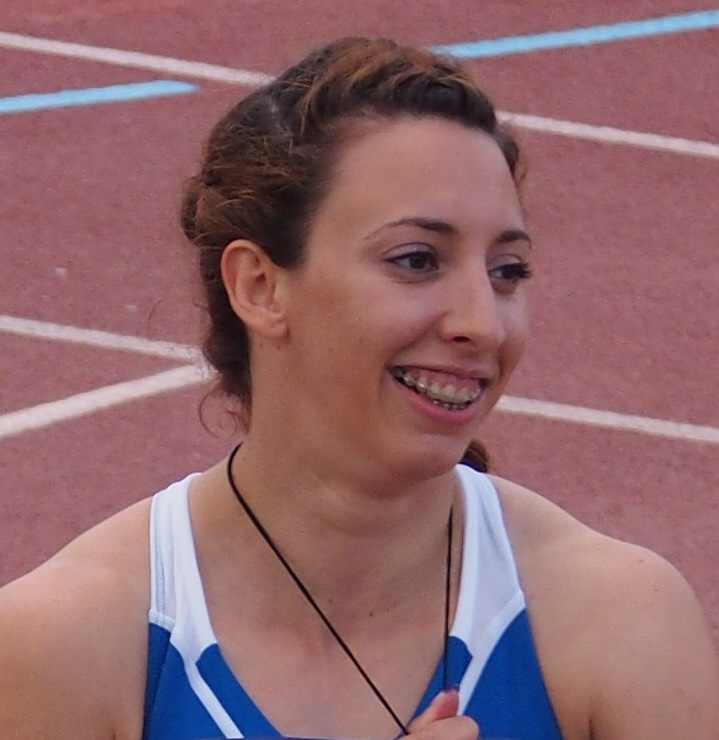
Um einen Rang verfehlte Maria Belimbasaki die Qualifikation für das Finale
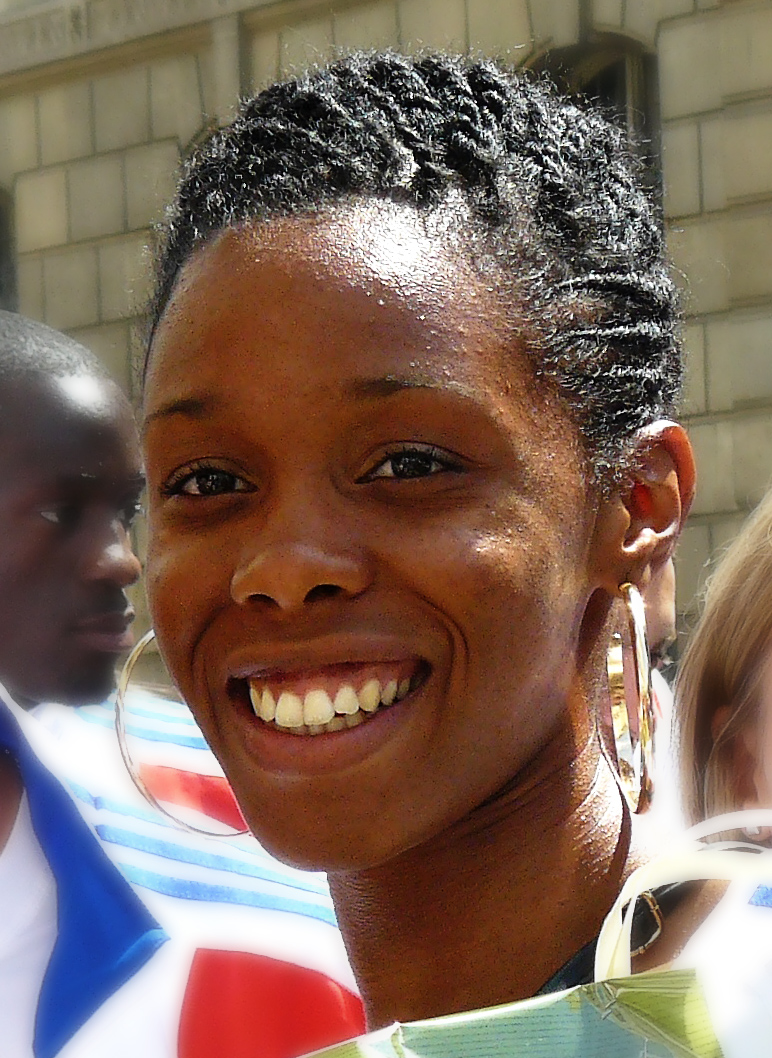
Lina Jacques-Sébastien schied als Fünfte ihres Semifinallaufs aus
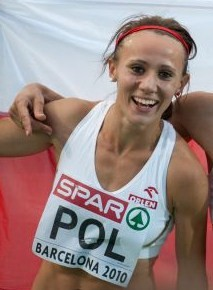
Marika Popowicz belegte Rang sechs im ersten Halbfinale, was nicht für die Finalteilnahme reichte
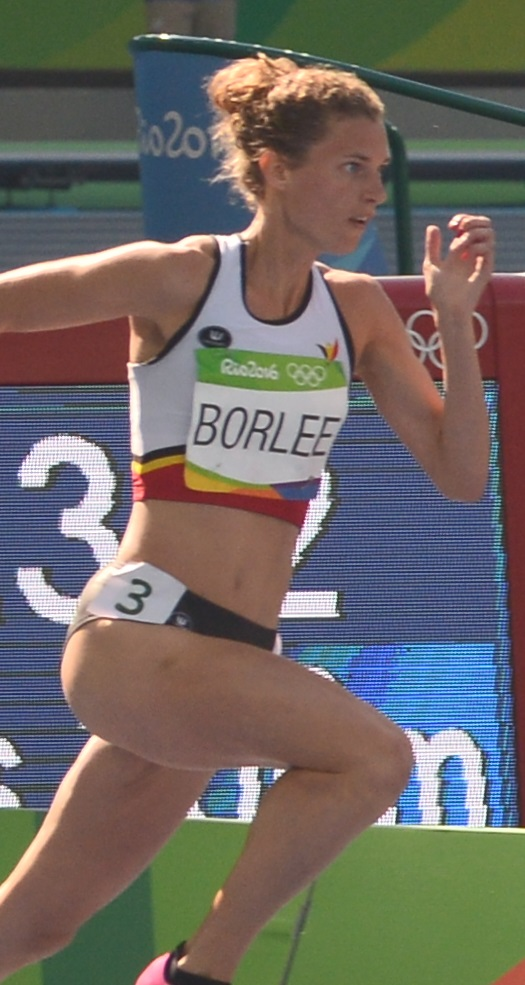
Platz sieben war zu wenig für Olivia Borlée, um im Finale dabei zu sein

29. Juni 2012, 20:55 Uhr
Wind: ±0,0 m/s
| Platz | Name                    | Nation       | Zeit (s) |
| ----- | ----------------------- | ------------ | -------- |
| 1     | Dafne Schippers         | Niederlande  | 22,70    |
| 2     | Wiktorija Pjatatschenko | Ukraine      | 23,04    |
| 3     | Eleni Artymata          | Zypern       | 23,21    |
| 4     | Maria Belimbasaki       | Griechenland | 23,31    |
| 5     | Lina Jacques-Sébastien  | Frankreich   | 23,45    |
| 6     | Marika Popowicz         | Polen        | 23,58    |
| 7     | Olivia Borlée           | Belgien      | 23,66    |
| 8     | Kristina Žumer          | Slowenien    | 24,20    |

### Lauf 2

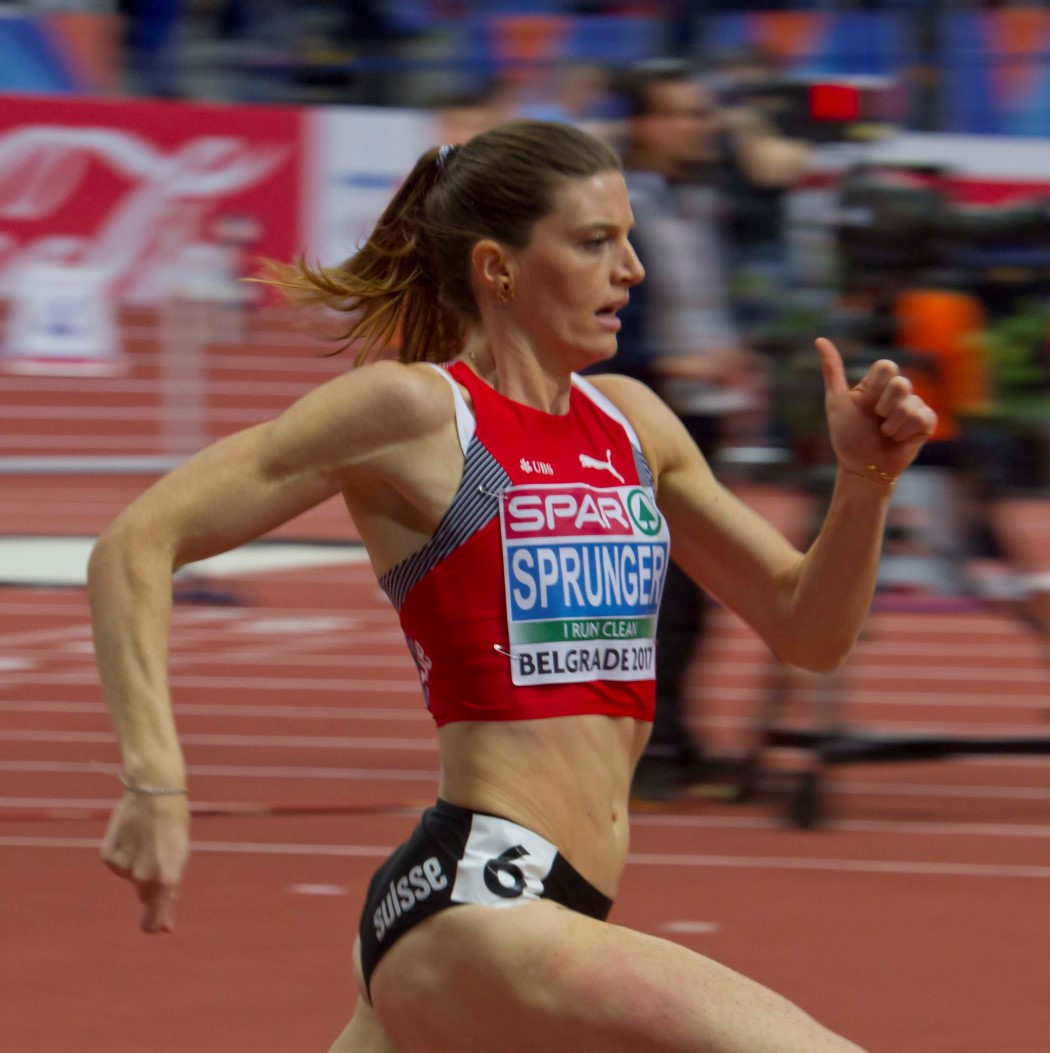
Trotz eines dritten Platzes im zweiten Halbfinale reichte es für Léa Sprunger nicht ganz zum Finale
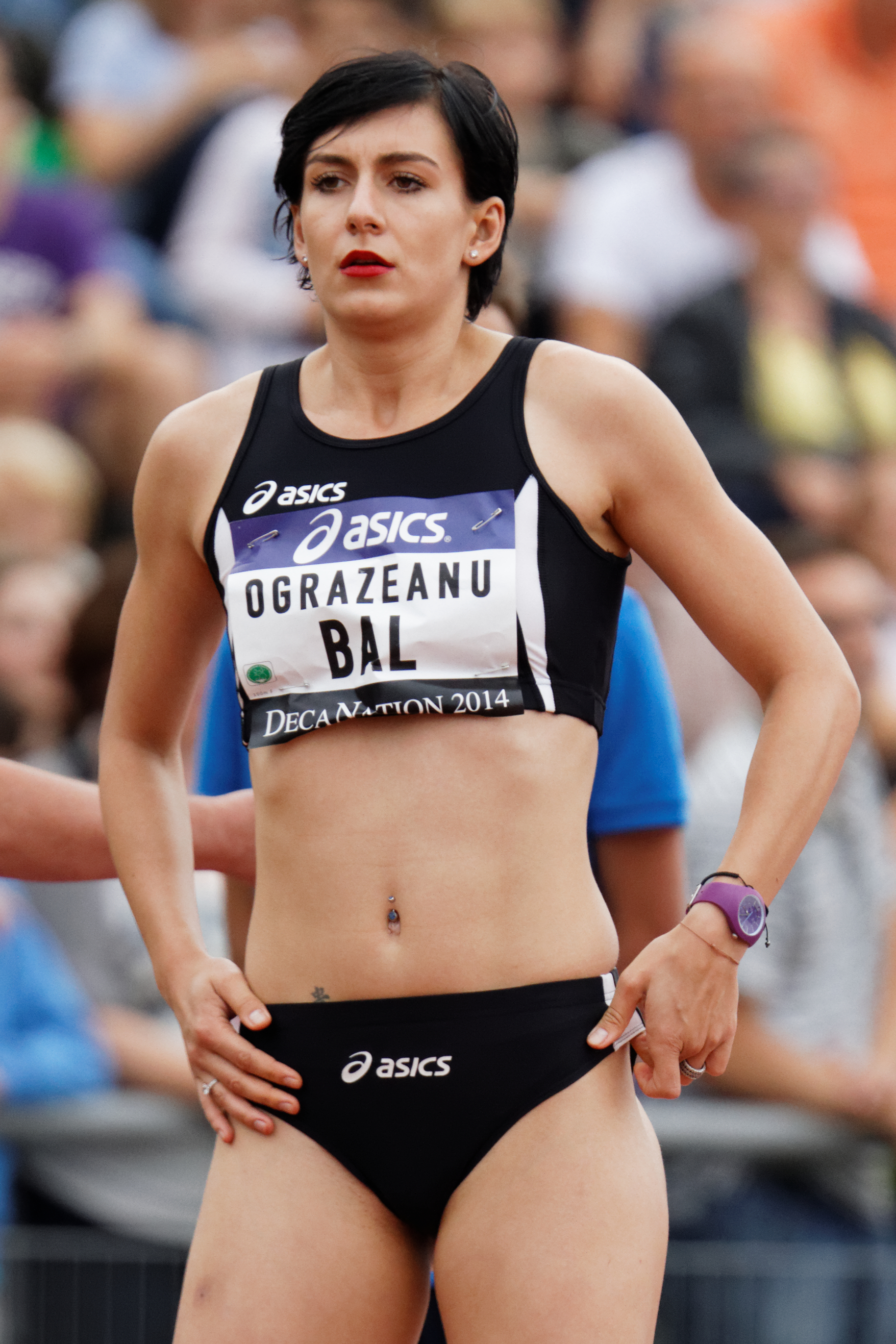
Andreea Ogrăzeanu – Platz vier im zweiten Semifinale und damit ausgeschieden

29. Juni 2012, 21:03 Uhr
Wind: −0,1 m/s
| Platz | Name              | Nation      | Zeit (s)                           |
| ----- | ----------------- | ----------- | ---------------------------------- |
| 1     | Marija Rjemjen    | Ukraine     | 0022,82                            |
| 2     | Johanna Danois    | Frankreich  | 0023,40                            |
| 3     | Léa Sprunger      | Schweiz     | 0023,45                            |
| 4     | Andreea Ogrăzeanu | Rumänien    | 0023,66                            |
| 5     | Hanne Claes       | Belgien     | 0023,68                            |
| 6     | Inna Weit         | Deutschland | 0023,95                            |
| 7     | Éva Kaptur        | Ungarn      | 0024,44                            |
| DSQ   | Gloria Hooper     | Italien     | IWR 163, TR17.3.1 – Bahnübertreten |

Weitere im zweiten Vorlauf ausgeschiedene Sprinterinnen:

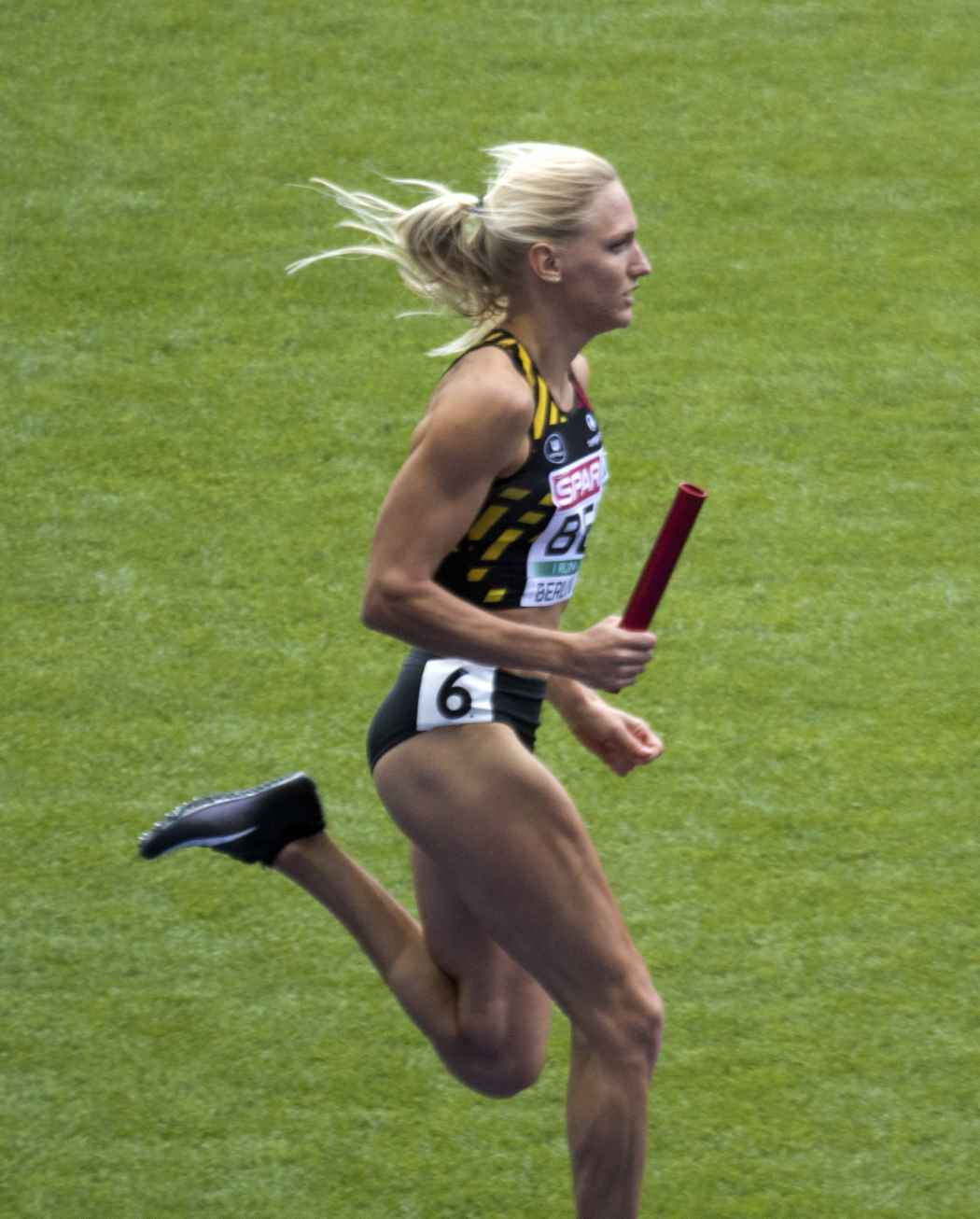
Hanne Claes – Rang fünf in 23,68 s
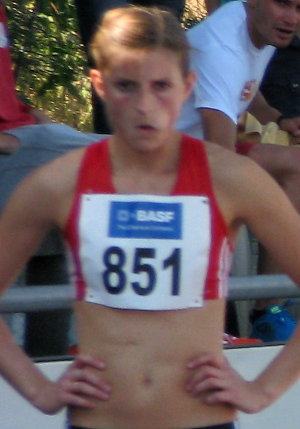
Inna Weit – Rang sechs in 23,95 s
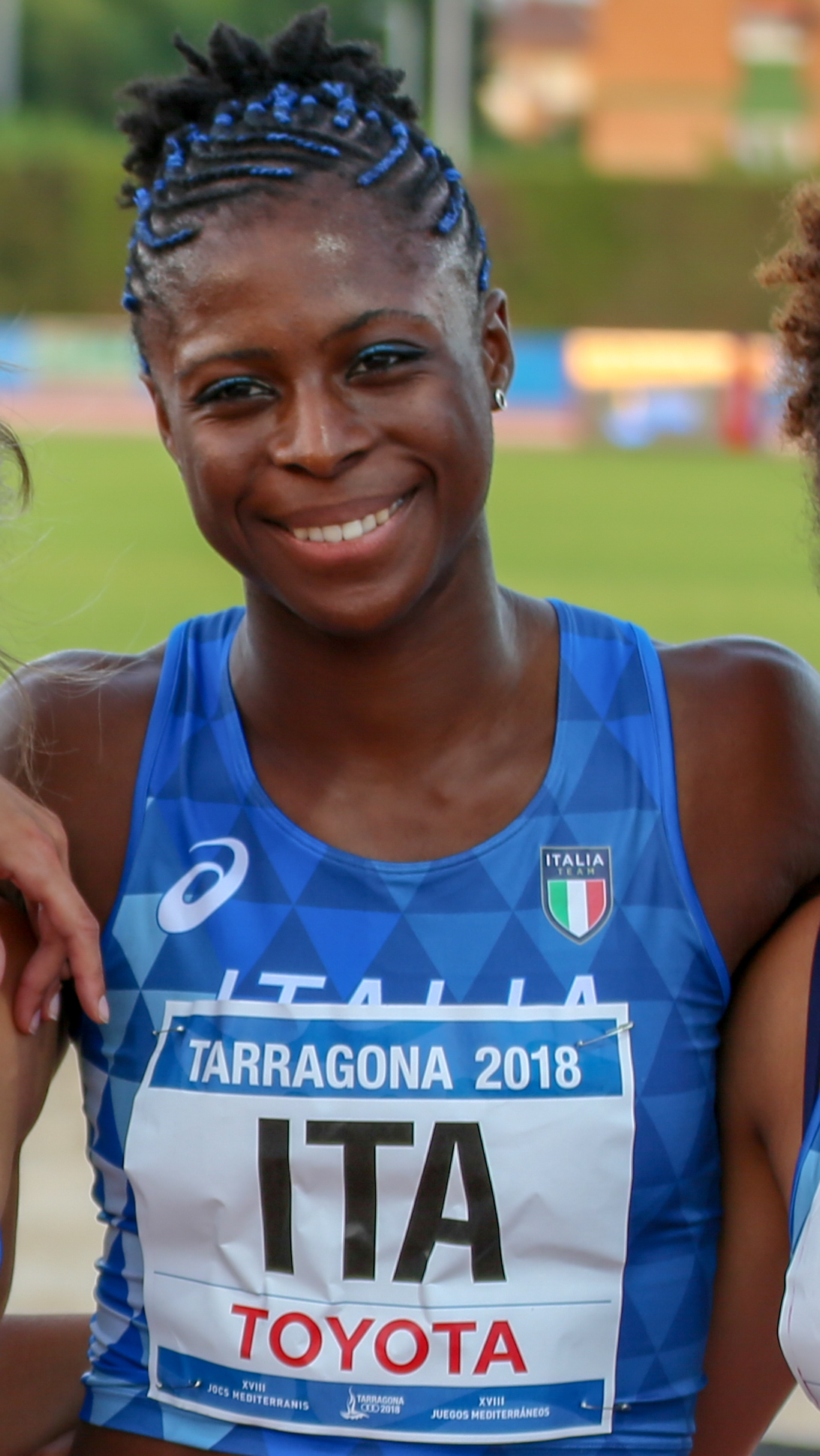
Gloria Hooper – disqualifiziert wegen Übertretens der Bahnbegrenzung

### Lauf 3

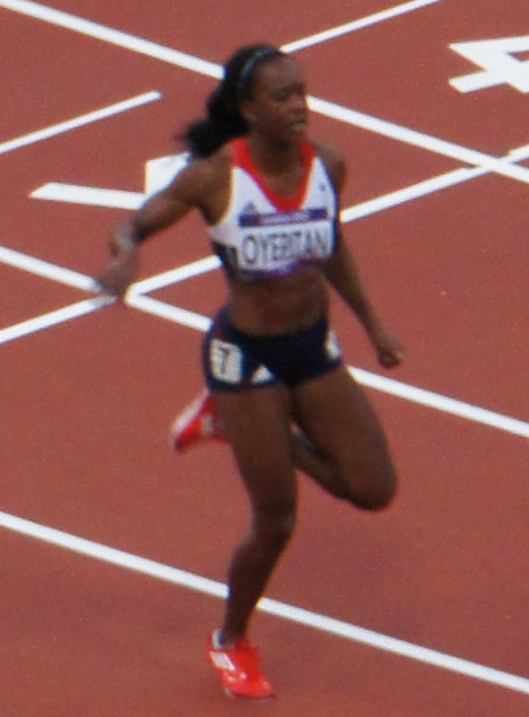
Abiodun Oyepitan fehlte eine Hundertstelsekunde, um als eine der Zeitschnellsten im Finale dabei zu sein
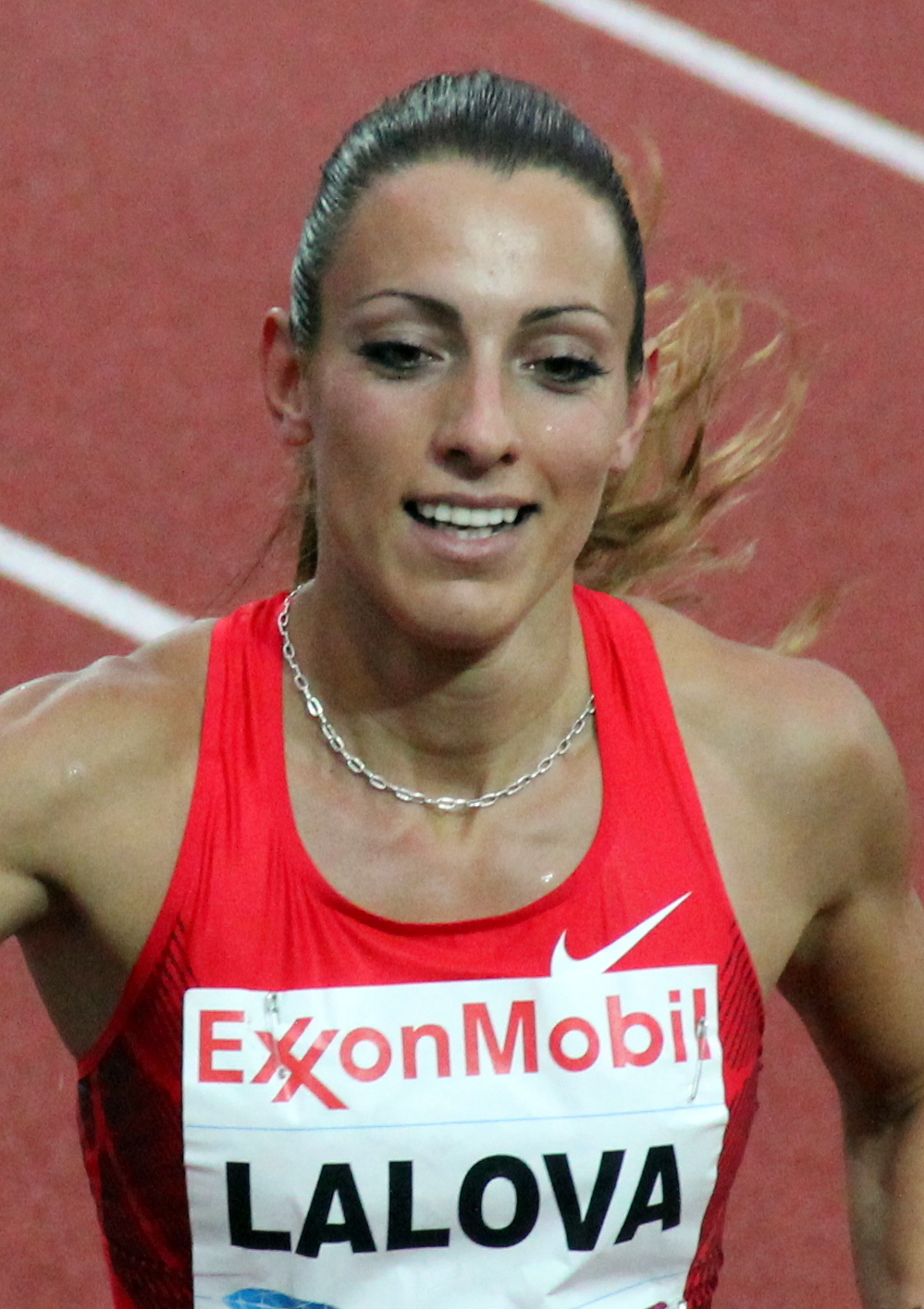
Iwet Lalowa, die Europameisterin über 100 Meter, erreichte als Vierte ihres Halbfinals nicht den Endlauf
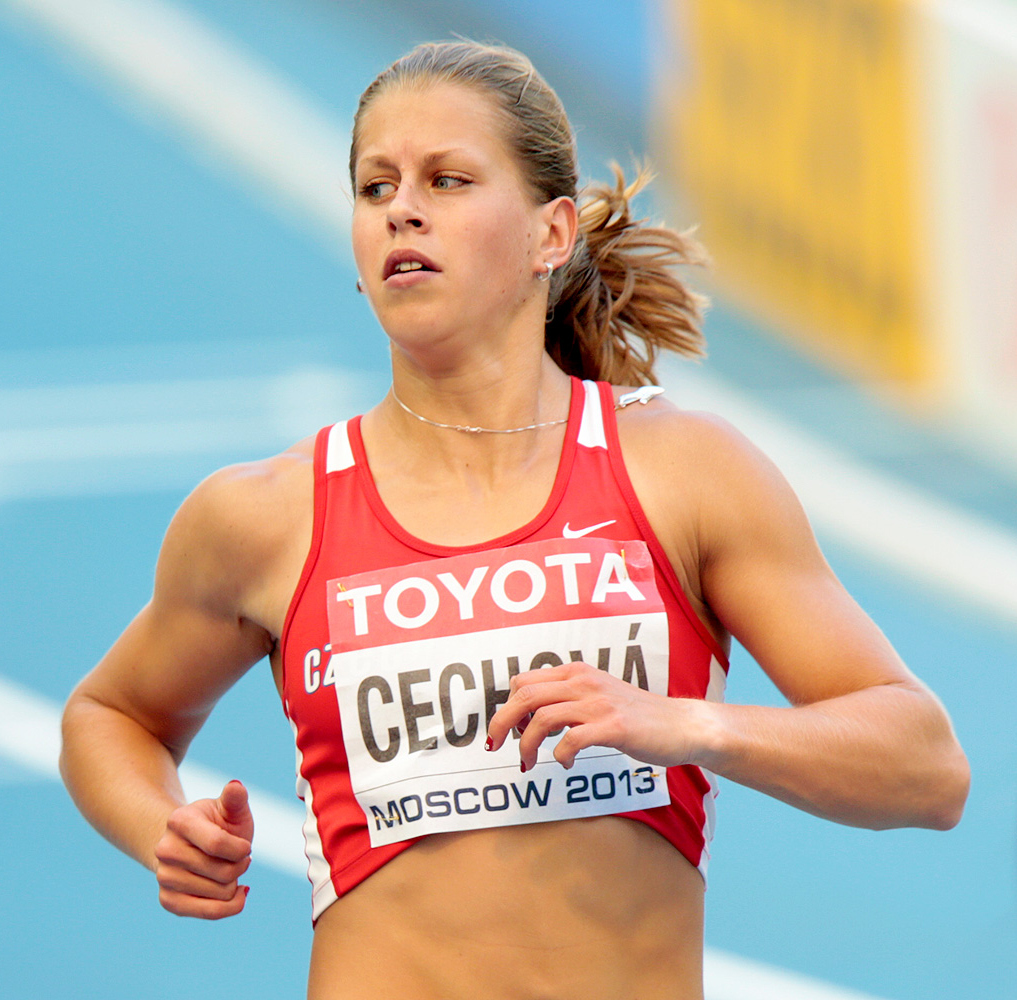
Kateřina Čechová – Siebte im dritten Semifinale und damit ausgeschieden
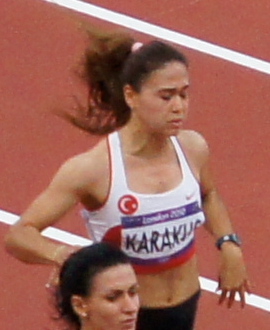
Nimet Karakuş trat nicht zu ihrem Semifinalrennen an

29. Juni 2012, 21:11 Uhr
Wind: −0,2 m/s
| Platz | Name                   | Nation         | Zeit (s) |
| ----- | ---------------------- | -------------- | -------- |
| 1     | Myriam Soumaré         | Frankreich     | 23,04    |
| 2     | Chrystyna Stuj         | Ukraine        | 23,08    |
| 3     | Jamile Samuel          | Niederlande    | 23,13    |
| 4     | Abiodun Oyepitan       | Großbritannien | 23,22    |
| 5     | Iwet Lalowa            | Bulgarien      | 23,26    |
| 6     | Jekaterina Woronenkowa | Russland       | 23,61    |
| 7     | Kateřina Čechová       | Tschechien     | 23,64    |
| DNS   | Nimet Karakuş          | Türkei         |          |

## Finale

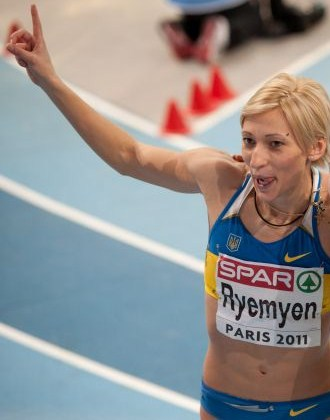
Europameisterin Marija Rjemjen
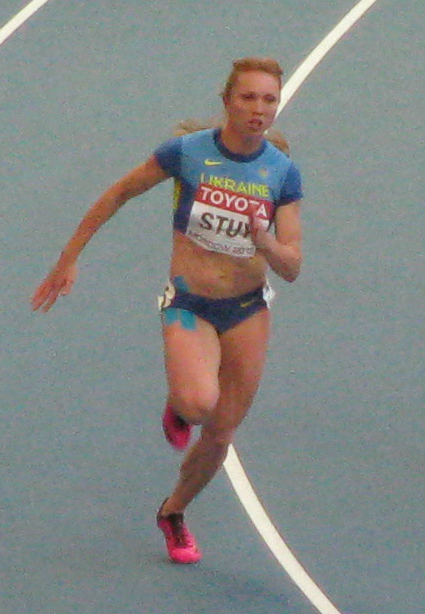
Vizeeuropameisterin Chrystyna Stuj
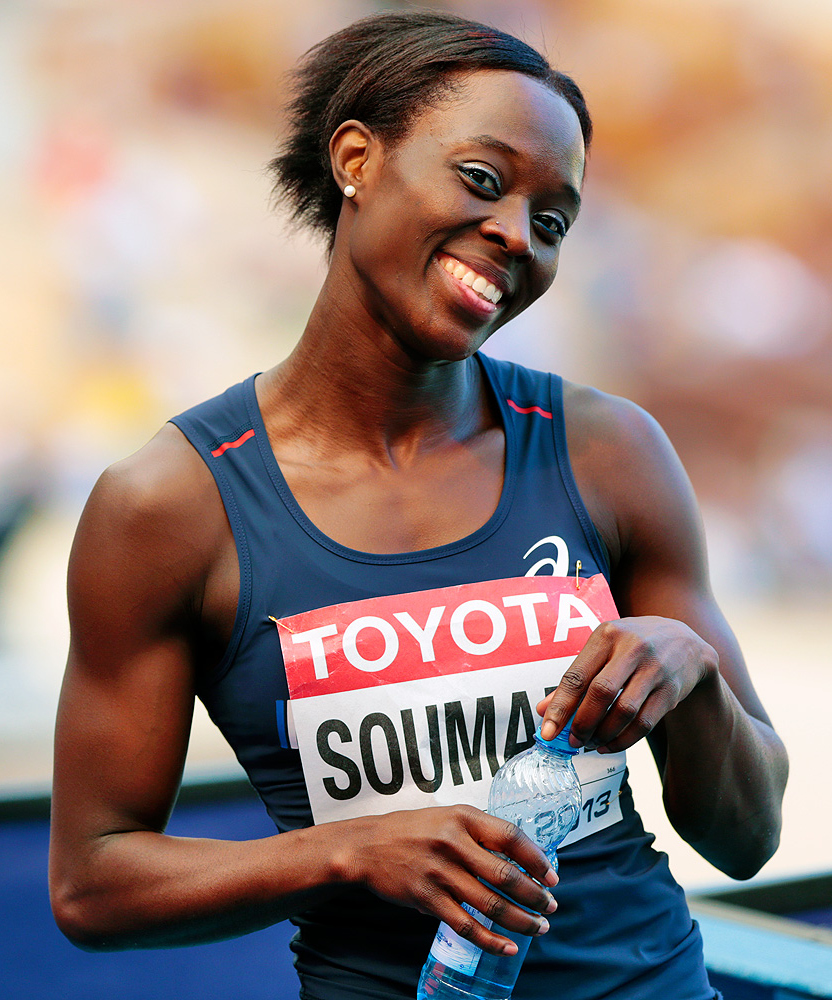
Die Titelverteidigerin Myriam Soumaré errang diesmal Bronze

30. Juni 2012, 20:50 Uhr
Wind: −1,3 m/s
| Platz | Name                    | Nation      | Zeit (s) |
| ----- | ----------------------- | ----------- | -------- |
| 1     | Marija Rjemjen          | Ukraine     | 23,05    |
| 2     | Chrystyna Stuj          | Ukraine     | 23,17    |
| 3     | Myriam Soumaré          | Frankreich  | 23,21    |
| 4     | Wiktorija Pjatatschenko | Ukraine     | 23,25    |
| 5     | Dafne Schippers         | Niederlande | 23,53    |
| 6     | Jamile Samuel           | Niederlande | 23,55    |
| 7     | Eleni Artymata          | Zypern      | 23,59    |
| 8     | Johanna Danois          | Frankreich  | 23,61    |

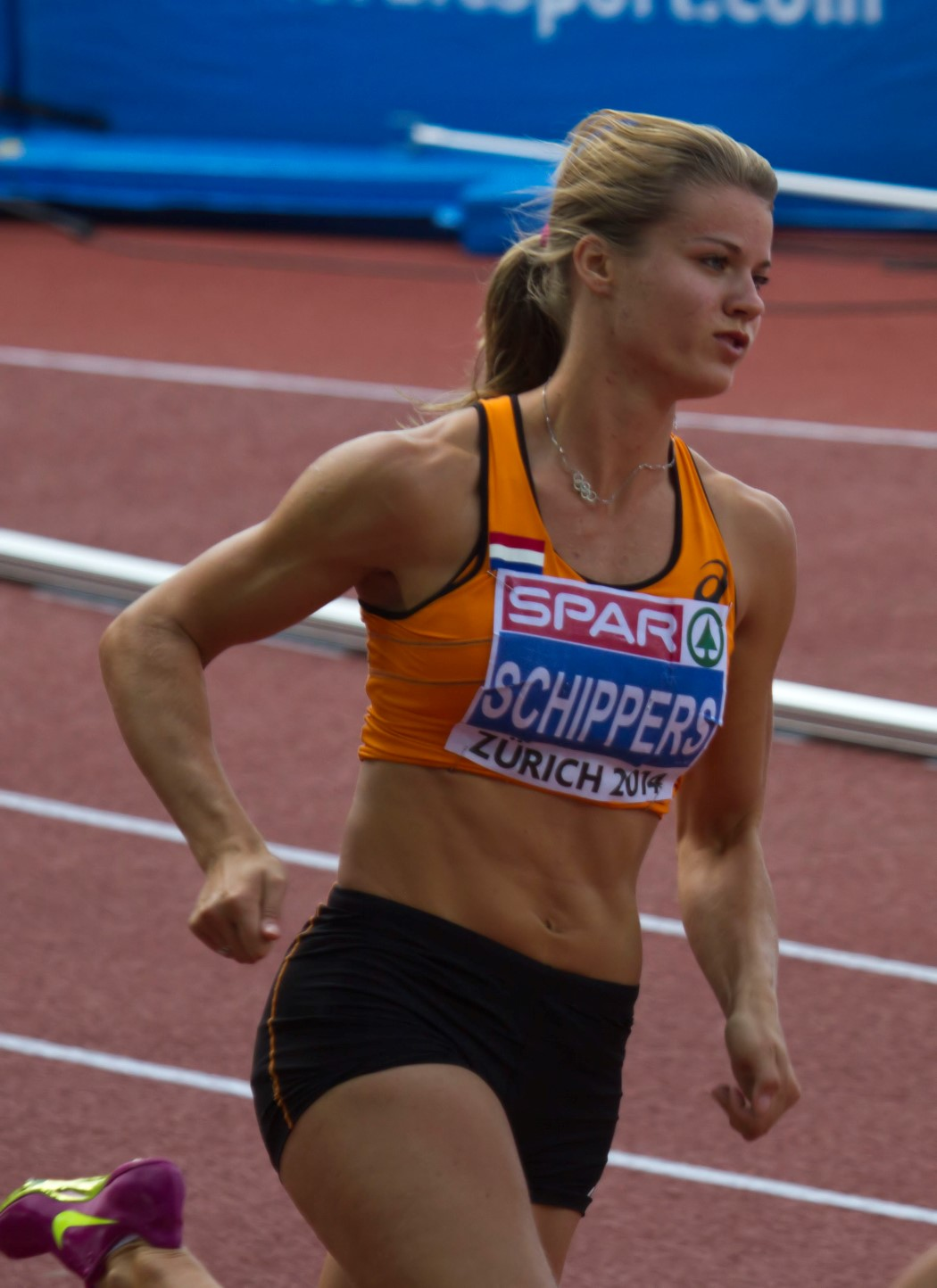
Dafne Schippers konnte ihr starke Leistung aus dem Halbfinale nicht wiederholen und wurde Fünfte
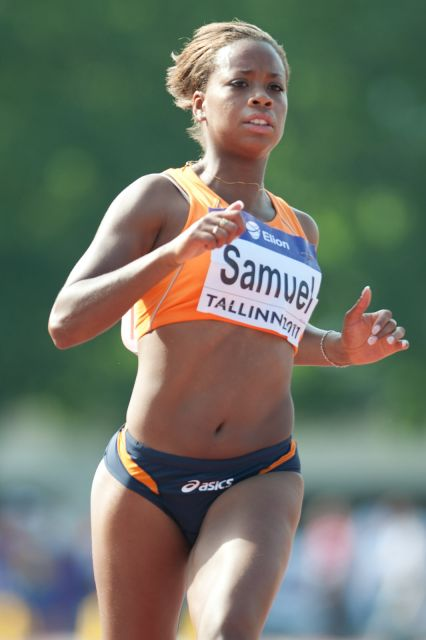
Jamile Samuel kam auf den sechsten Platz
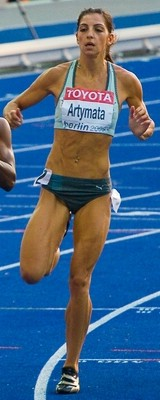
Eleni Artymata belegte Rang sieben